# Susanna und die beiden Alten (Altdorfer)
Susanna und die beiden Alten ist ein Gemälde des deutschen Renaissancemalers Albrecht Altdorfer aus dem Jahr 1526. Das Thema ist die in der Malerei häufig aufgegriffene alttestamentliche Erzählung der Susanna im Bade. Das mit Ölfarbe auf Holz gemalte Bild misst 74,8 cm × 61,2 cm und befindet sich unter dem Titel Susanna im Bade in der Alten Pinakothek München (Inv.-Nr. 698).

## Biblische Geschichte
Nach Dan 13,1–64  lebte in Babylon ein reicher Mann namens Jojakim, der mit einer schönen und frommen Frau namens Susanna verheiratet war. In seinem Haus verkehrten auch zwei hoch angesehene alte Richter, die sich dabei in Susanna verliebten. In Dan 13,9  heißt es: „Da regte sich in ihnen die Begierde nach ihr. Ihre Gedanken gerieten auf Abwege und ihre Augen gingen in die Irre.“
Sie lauerten der Frau heimlich im Garten auf, als diese ein Bad nehmen wollte. Sie bedrängten sie und wollten sie zwingen, mit ihnen zu schlafen. Sie meinten, sie würden sie ansonsten beschuldigen, Ehebruch mit einem jungen Mann begangen zu haben. Doch Susanna blieb standhaft, weigerte sich und schrie. Die beiden Alten riefen ebenfalls lautstark und ließen Susanna verhaften und erklärten, sie beim Ehebruch überrascht zu haben. Daraufhin hielten sie öffentlich über die Frau Gericht und verurteilten sie zum Tode. Als das Urteil vollstreckt werden sollte, hatte Daniel eine göttliche Eingebung und stellte ein Verhör der beiden Zeugen an. Er fragte sie unabhängig voneinander, unter welchem Baum wohl Susanna ihren Mann betrogen haben soll. Während der eine meinte, sie hätten es unter einer Zeder getan, sagte der andere, eine Eiche sei der Tatort gewesen. Da erkannten auch die jüdischen Autoritäten und das zuhörende Volk die beiden Lügner, und Susanna kam frei. Die beiden falschen Richter aber wurden getötet.

## Darstellung bei Altdorfer
Die Geschichte der Susanna im Bade wurde in der Malerei häufig aufgegriffen, weil sie es gestattete, eine entkleidete Frau darzustellen. Selten ist Susanna bekleidet, wie dies in diesem Gemälde der Fall ist. Sie hat ihre Füße in eine Schüssel mit Wasser getaucht, während eine Magd ihr die Haare kämmt. Susanna und ihre Mägde sind jedoch nicht mehr als ein Detail in diesem mit zahlreichen Personen bevölkerten Gemälde. Auch die beiden Alten, die links von Susanna in den Büschen liegen, sind nur ein unbedeutendes Detail, die fast völlig im Blattwerk verschwinden.
Dominiert wird das Gemälde von dem Palast Jojakims. Mit der Betonung des Palastes anstelle der Szene, die dem Gemälde den Namen gibt, ist es eine der außergewöhnlichsten Darstellungen der Susanna im Bade.